# Maurice Greiffenhagen
Maurice Greiffenhagen   (Londres, 15 de desembre de 1862 - Gran Londres i Londres, 26 de desembre de 1931) va ser un pintor i acadèmic reial britànic. Va il·lustrar llibres i dissenyar cartells, així com pintar paisatges idíl·lics.

## Biografia
Va néixer a Londres. Va exposar a la Royal Academy of Arts des de 1884, va ser nomenat membre associat el 1916 i reial acadèmic el 1922. Des de 1906 fins a 1926, va ensenyar a la "Glasgow School of Art". Greiffenhagen va exposar a la primera exposició de la "Society of Graphic Art" el 1921.
La seva amistat amb Rider Haggard el va portar a il·lustrar els populars llibres d'aventures de l'autor, començant amb una edició de She: A History of Adventure el 1889, encara que a Greiffenhagen sembla que "no li agradava fer treballs en blanc i negre". Va il·lustrar la sacralització dAyesha The Return of She (1904–05) i la de The Holy Flower (1913–14) a la "The Windsor Magazine".
També va il·lustrar una sèrie de llibres d'Edgar Wallace com Sanders of the River per a la revista Windsor: The Keepers of the King's Peace (1916–17), Lieutenant Bones (1917–18) i Sandi, The Kingmaker (1921).

La pintura de Greiffenhagen de 1891, An Idyll, va inspirar la novel·la de D. H. Lawrence, El paó blanc. La pintura va tenir "un efecte profund" en l'autor, que va escriure:
| « | "Pel que fa a 'Idyll' de Greiffenhagen, em commou gairebé com si jo mateix estigués enamorat. Sota la seva embriaguesa, aquest Nadal he coquetejat boig." | » |

El 1910, Greiffenhagen va il·lustrar un llibre de poemes de Charles F. Parsons titulat Some Thoughts at Eventide.

## Petita galeria deLa dama de la barcassa

"
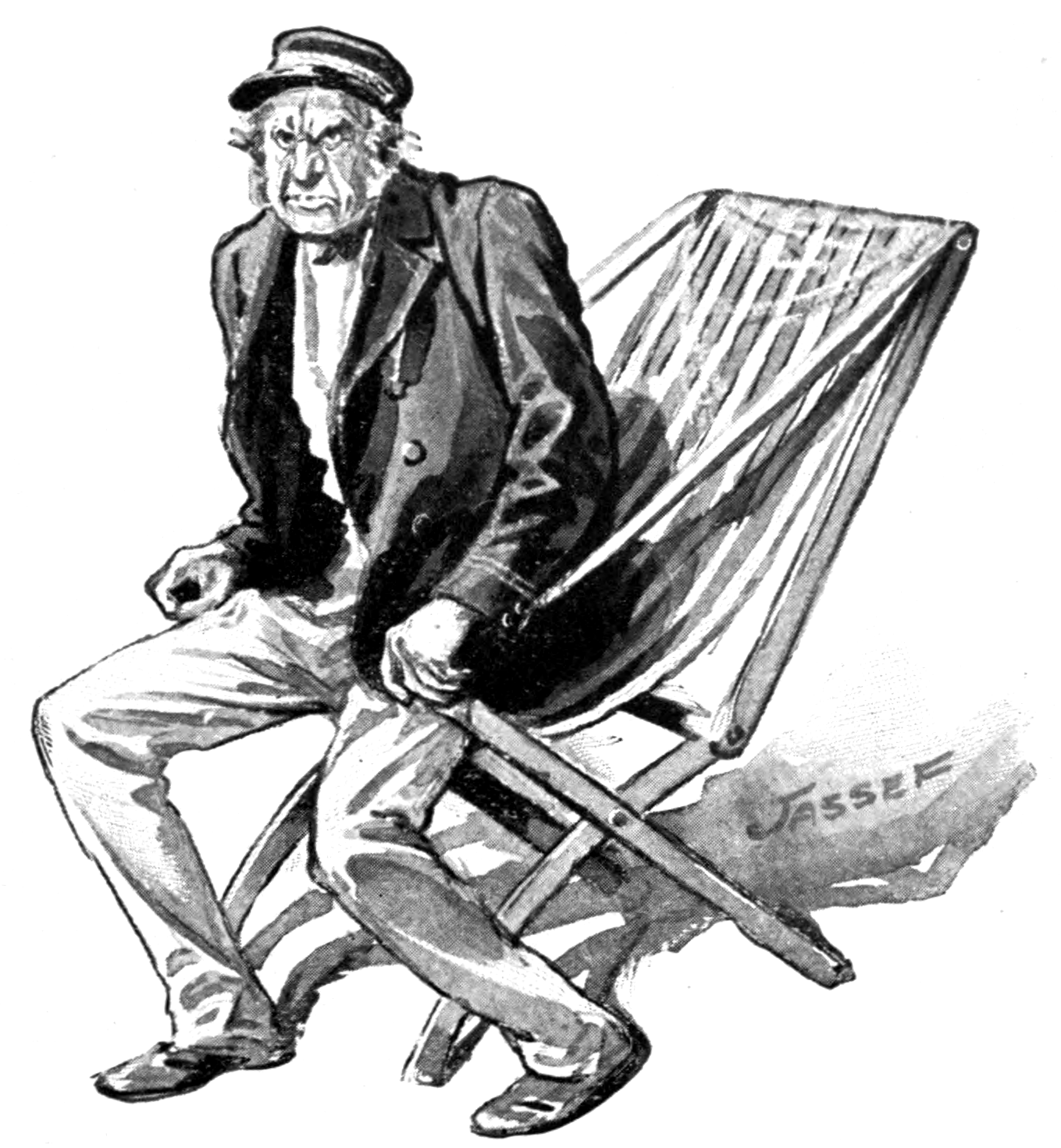
El segon oficial es va inclinar cap endavant
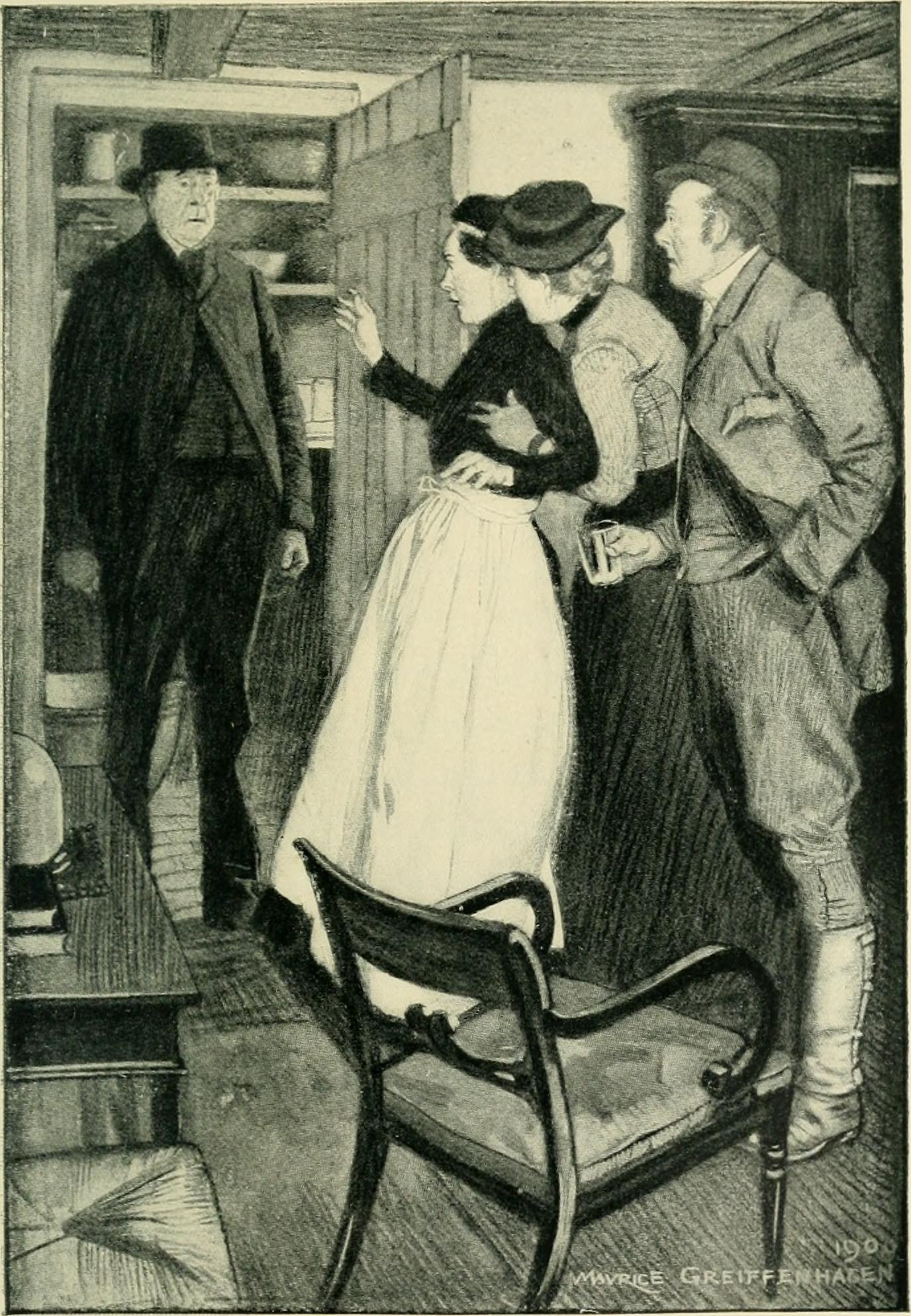
La senyora a la barca
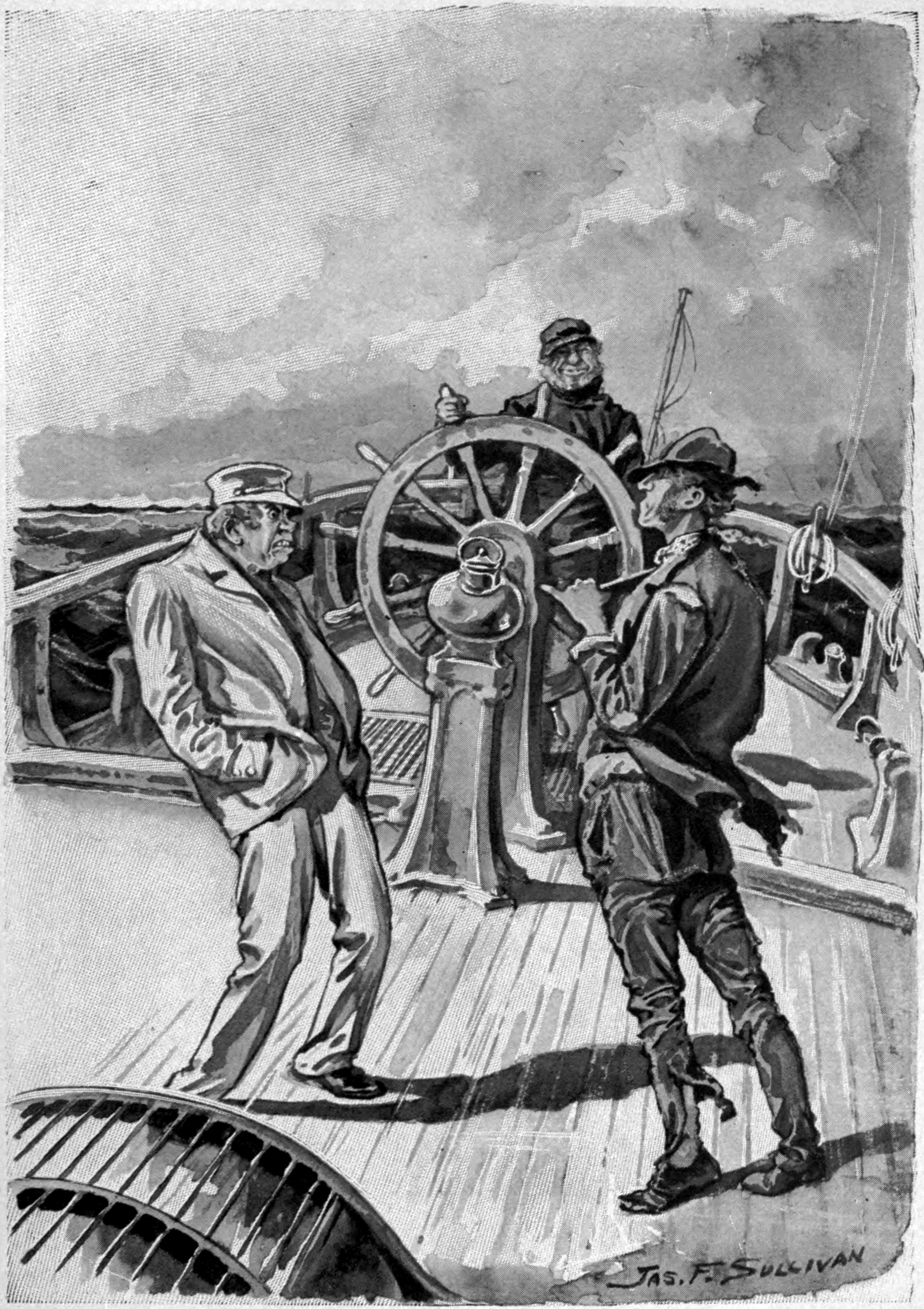
Va veure que un altre tatterdemalion venia cap a ell
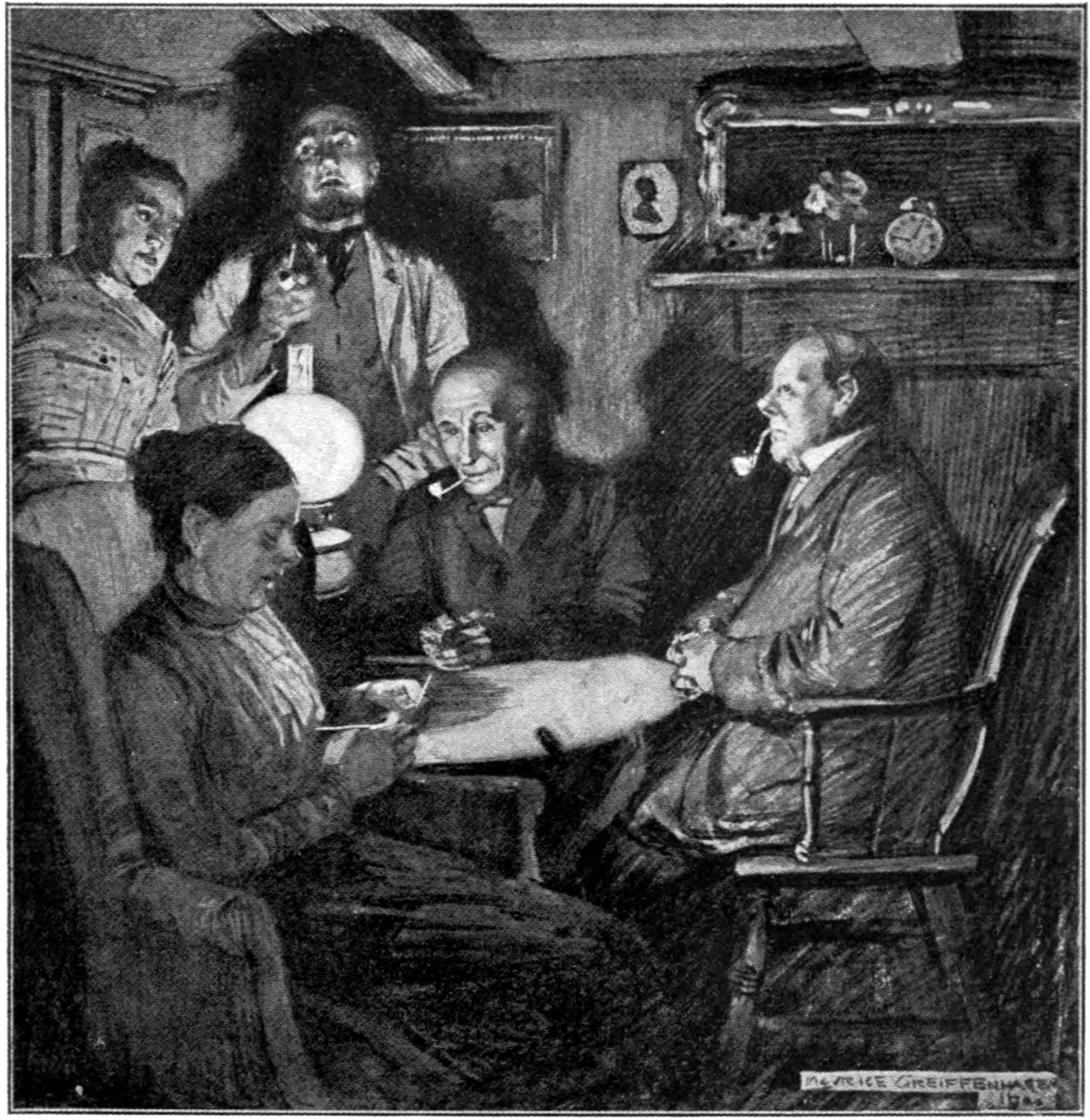
Ets més jove que mai, senyora Pullen

Greiffenhagen també va crear cartells comercials distintius, incloent un colorit anunci de 1894 per a la revista Pall Mall Budget que "va crear una sensació diferent entre els homes més joves" segons una revista contemporània. El 1924, va crear "The Gateway of the North", un dels pòsters de viatges més populars d'una sèrie encarregada per Londres, Midland i Scottish Railway.